# БУСІН (страхова компанія)
Страхова компанія «БУСІН» — українська страхова компанія, утворена 1993 року.
Компанія спеціалізується на страхуванні та перестрахування авіаційних та інших технічних  ризиків.

## Історія
17 лютого 1993 р. - дата офіційної реєстрації страхової компанії «БУСІН». Назва компанії «БУСІН» - створена від назв двох організацій -засновників: першої недержавної авіакомпанії «Бусол» та страхової компанії «Сінко».
Компанія приймає активну участь у розробці норм авіаційного страхування та перестрахування в Україні, налагоджує перші контакти з міжнародним страховим ринком, підписує першу угоду щодо факультативного перестрахування авіаційних ризиків з брокером Lloyds.
У співпраці з авторизованими брокерами Lloyds компанія з 1997-го року уклала та щорічно поновлює дію найбільшого за об’ємом на українському страховому ринку облігаторного Договору перестрахування авіаційних ризиків. До Договорів перестрахування залучені відомі синдикати Lloyds та провідні світові компанії з найвищими рейтингами фінансової надійності. Такі договірні відносини є свідченням високої довіри світових страховиків, реальної інтеграції в міжнародний страховий ринок та підтвердженням професійності української страхової компанії.
3 2003 року страхова компанія “БУСІН” є представником України в International Union of Aerospace Insurers - міжнародній організації, яка є основним координатором інтересів суб’єктів ринків страхування авіаційних та космічних ризиків.
Компанія приділяє увагу диверсифікації портфелю страхових продуктів, з 2008 року є членом об’єднання «Ядерний страховий пул» для здійснення обов'язкового страхування цивільної відповідальності оператора ядерної установки за шкоду, яка може бути заподіяна внаслідок ядерного інциденту, розвиває інші страхові продукти для своїх корпоративних клієнтів.

## Діяльність
За понад тридцять років роботи компанією було врегулювано та виплачено відшкодування за більше, ніж 60 страхових випадків з різних видів авіаційного страхування.
Серед клієнтів компанії провідні підприємства та організації, державні установи, представники малого та середнього бізнесу, а також закордонні компанії. Зокрема, у різні роки клієнтами були Авіакомпанія «Аеросвіт», Аеростар, AtlasGlobal Україна, Wizz Air Ukraine, UM Airlines, Міжнародні Авіалінії України, Міжнародний аеропорт «Львів» імені Дани́ла Га́лицького, ДП «Украерорух», ДП «Антонов», Кременчуцький льотний коледж та багато інших.
Страхову компанію “БУСІН” зареєстровано у Державній авіаційній службі України та включено НБУ до Переліку страховиків, що мають право здійснювати операції з перестраховиками-нерезидентами.
Акціонери компанії – фізичні особи-резиденти України, для яких компанія є справою їхнього життя. Голова Наглядової Ради товариства – к.т.н. Непочатова Лариса. Структура власності страхової компанії “БУСІН” підтверджена НБУ щодо відповідності вимогам прозорості.
Керівництво компанії та ведучі спеціалісти у різні роки мали можливість пройти навчання з основ авіаційного страхування та стажуватися у Великобританії за запрошенням авторизованих брокерів Lloyd's.
Компанія надає благодійну фінансову допомогу медичним закладам та допомагає ЗСУ.

## Рейтинги фінансової надійності
- uaAA за національною шкалою від Рейтингового агентства «Експерт-Рейтинг».[18]
- uaAA+ за національною шкалою від Рейтингового агентства «Стандарт-Рейтинг».[19]
- uainsAAA інвестиційної категорії від Національного рейтингового агентства «Рюрік».[20]

## Членство в організаціях
- Ліга страхових організацій України[21] (з 1998 року)
- International Union of Aerospace Insurers[8] (з 2003 року)
- Ядерний страховий пул[9] (з 2008 року)

## Нагороди та визнання

### 2011
Лідер Національної премії Insurance TOP:
- Найпрофесійніший страховик авіаційних ризиків
- Лідер Insurance TOP з Авіакаско
- Найбільша страхова виплата за авіакаско

### 2012
- Лідер класу «Авіаційне страхування» (Insurance TOP)[23]

### 2013
- Лідер класу «Страхування авіації (Обов’язкове страхування авіації та авіакаско»)» (Insurance TOP)[24]

### 2014
- Лідер класу «Авіастрахування» (Insurance TOP)[25]

### 2015
- Лідер класу «Страхування авіації», «Обов’язкове страхування відповідальності авіації», «Авіакаско» (Insurance TOP)[26]

### 2016
- Лідер класу «Авіастрахування» (Insurance TOP)[27]

### 2017
- Лідер класу «Авіастрахування: виплати», «Авіакаско» (Insurance TOP)[28]

### 2018
- Лідер класу «Авіастрахування: виплати», «Авіакаско» (Insurance TOP)[29]

### 2019
- Лідер класу «Авіастрахування: премії та виплати», «Авіакаско», «Обов'язкове авіастрахування», «Вхідне перестрахування від нерезидентів» (Insurance TOP)[30]

### 2020
- Лідер класу «Авіастрахування: премії та виплати», «Авіакаско» (Insurance TOP)[31]

### 2023
- TOP-25 Largest Non-Life Insurance Companies in Ukraine 2023[32]